# Richard Erhardt
Sven Richard Erhardt, född den 6 juli 1876 i Filipstad, död den 22 juli 1961 i Stockholm, var en svensk militärläkare, målare och tecknare.
Erhardt blev medicine licentiat 1903, och efter tjänstgöring som bataljonsläkare vid olika truppförband och assistent i Arméförvaltningens sjukvårdsstyrelse blev han regementsläkare 1915 och fältläkare 1916. Samma år blev Erhardt fördelningsläkare vid IV. arméfördelningen och var generalfältläkare 1930-1939. Han invaldes 1919 som ledamot av Krigsvetenskapsakademien.

## Konstnärskapet
Erhardt studerade konst för Conny Burman under skolåren; i övrigt var han autodidakt. Han medverkade i Sveriges allmänna konstförenings utställningar 1924, 1926 och 1942 samt samlingsutställningen på Konstsalongen Rålambshof i Stockholm 1943 och 1944. 
Hans konst består av landskap, porträtt och karikatyrteckningar. Han har illustrerat professor Karl Gustaf Lennanders kirurgiska uppsatser i franska och tyska tidskrifter samt utfört karikatyrteckningar för Ur DKS arkiv Uppsala 1901.
Richard Erhardt är representerad med målningen Yrväder på Statens bakteriologiska laboratorium, Höst i skärgården på Östersunds lasarett och med ett självporträtt på Försvarets sjukvårdsstyrelse.
Richard Erhardt var son till läkaren Wilhelm Erhardt och Hildegard Pettersson. Han var bror till Karl Erhardt och far till konstnären Greta Erhardt.